# Hannulampi
Hannulampi är en sjö i Finland. Den ligger i kommunen Sodankylä i landskapet Lappland, i den norra delen av landet, 800 km norr om huvudstaden Helsingfors. Hannulampi ligger 237,5 meter över havet. Arean är 14,4 hektar och strandlinjen är 1,79 kilometer lång. Sjön  ingår i Kemi älvs huvudavrinningsområde. 